# Nebojša Jovan Živković

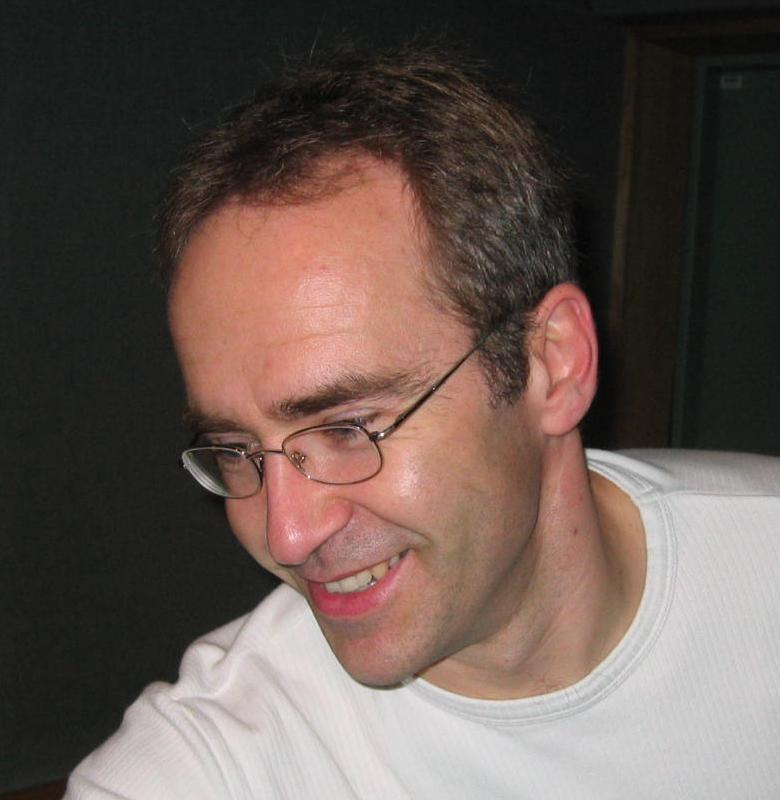
Nebojša Jovan Živković 2005

Nebojša Jovan Živković (* 5. Juli 1962 in Sremska Mitrovica, Jugoslawien) ist ein deutsch-serbischer Perkussionist und Komponist. Er lebt seit 1980 in Deutschland. Neben seiner Kompositions- und Konzerttätigkeit hat er zwei Professuren inne, seit 2010 an der Universität Novi Sad (Serbien) sowie seit 2012 an der Musik und Kunst Privatuniversität der Stadt Wien (Österreich).
Seine Studien in Komposition, Musiktheorie und Schlagzeug schloss Živković in Deutschland an der Hochschule für Musik und Darstellende Kunst Mannheim und Hochschule für Musik und Darstellende Kunst Stuttgart ab. Konzertengagements führten ihn durch die meisten Länder Europas, in die USA und nach Japan, Taiwan, Russland, Korea und Mexiko.
Als Solist spielte Živković weltweit mit verschiedenen Orchestern, unter anderem mit den Stuttgarter Philharmonikern, den Münchner Symphonikern, der Radio-Philharmonie Hannover, den Bochumer Symphonikern, dem Minnesota Orchestra, den Budapester Philharmonikern, den Sankt Petersburg Philharmonikern, Moskauer Philharmonikern, Costa Rica National Symphony und vielen anderen. Viele seiner über vierzig verlegten Kompositionen für Marimba und Perkussion werden heute als Standardrepertoire von Perkussionisten weltweit betrachtet. So z. B. Ilijaš oder Ultimatum 1 für marimba solo, oder „Trio per Uno“ für Schlagwerktrio, das sicherlich zu den meistgespielten Schlagwerktrios weltweit gehört.
Neben dem Komponieren und seiner Konzerttätigkeit hält Živković regelmäßig Gastvorträge und Seminare an Musikhochschulen, Universitäten und bei Perkussion-Festivals. 1996 war er Gastdozent für Marimba, Perkussion und Komposition an der University of Hartford und 1997 an der University of Minnesota.
Seit 2010 hat Živković eine Professur für Schlagwerk an der Universität Novi Sad (Serbien) und seit 2012 ist er auch als Ordentlicher Professor für Schlagwerk an der Musik und Kunstuniversität der Stadt Wien tätig. Živković machte viele Produktionen für TV und Rundfunk, im In- und Ausland, nahm Solo-CDs mit Marimba und Perkussionsmusik sowie eine CD mit Darius Milhauds Konzert für Marimba mit den Österreichischen Kammersymphonikern auf.
Nebojša Živković spielt auf einer eigens nach seinen Wünschen in Japan gefertigten Marimba (Yamaha-6000NJZ).

## Werkverzeichnis
- op. 1 THEMA UND VARIATION für Klavier (1978/79)
- op. 2 (Zurückgezogen)
- o. op. MAKEDONIA für Marimba und Klavier (1980) 2', V: MP A: CD "Uneven Souls"
- op. 3 DIVERTIMENTO für 2 Tromboni, Tuba, Marimba, 4 Timpani. (Perc, 1 Sp.) (1981) 11', UA: 4. Februar 1982 Mannheim
- o. op. ANBA, Tanz der kleinen schwarzen Hexe für Marimba, Xyloph. und Klavier(1981) 3', UA 20. Oktober 1990 Kornwestheim V: MusEu A: CD: "Uneven Souls"
- op. 4 BLÄSERQUINTETT für Fl., Ob., Cl., Cor., Fgt. (1983) 13', UA 21. November 1983 Heidelberg A: RTS-Radio Novi Sad
- op. 5 DREI PHANTASTISCHE LIEDER für Solo Marimba (1983) 6:40, UA 19. Oktober 1983 V: MP A: LP/CD "Percussion made in Europe"
- op. 6 AMSELFELDER KLAGE für Fl., Fgt., Cor., Percuss., Marimba. (1984) 12', UA 15. Januar 1986 Mannheim A: RTS Radio Novi Sad
- op. 7 ATOMIC GAMES für Klavier solo (1984) 11', UA 12. September 1984 Novi Sad,Yugoslavia A: RTS Radio Novi sad
- op. 8 CONCERTO No.1 PER MARIMBAFONO E ORCHESTRA (1984/85) 26', UA 29. August 1986 V: MusEu A: NDR Hannover, RTS Novi Sad
- o. op. URKLANG Musik natürlicher Klänge für vier Percussionisten, auch Tonbandversion (1984) 11'
- op. 9.1 MUSICA per violoncello solo (1985) 7', UA 29. Januar 1987 Stuttgart V: EdMus A: SWR Stuttgart
- op. 9.2 MUSICA per violino solo (1986/87) 7', UA 28. Januar 1988 Stuttgart V: EdMus
- op. 9.3 MUSICA per contrabbasso solo (1988) 7', UA 12. Mai 1991 Freiburg in Br. V: EdMus
- o. op. VALSE SERBE (1985) 3:30, version a: für Marimba und Klavier version b: für Klarinette und Klavier, UA b:15. Januar 1986 Mannheim, UA a: 10. Mai 1987 Kornwestheim, V: MusEu A: CD "Uneven souls" (vers. a)
- o. op. CADENZA für 5 Timpani (1986) 3', UA: 16. Februar 1993 München V: MP
- op. 10 IN ERINNERUNGEN SCHWEBEND / In Memories Floating (1986) 11' für drei Flöten und Vibraphon, UA 29. Januar 1987 Stuttgart V: Moeck Nr.5425 A: SWR Stuttgart, A: CD: "Uneven Souls"
- op. 11 TENSIO für Marimba solo (1986) 7:30, UA 14. Dezember 1987 Stuttgart V: MusEu Nr. 113 A: CD "Percussion mad in Europe"
- op. 12 CTPAX : STRAH für Percussion solo und Tonband ad lib. (1987) 11:30, UA 30. Mai 1987 Mannheim V: MusEu Nr.113 A: CD "Percussion made in Europe"
- op. 13 VIER UNVERBINDLICHE STÜCKE UND EINE VERBINDLICHE ZUGABE, UA 16. Dezember 1992 Kornwestheim, für Klavier solo. (1987) 8'
- op. 14 CORALE für 13 Bläser und Schlagzeug (1987) 14', UA 11. Dezember 1988 Pforzheim
- op. 15 PEZZO DA CONCERTO für Kleine Trommel solo (1987) 3:30, UA 14. Dezember 1987 Stuttgart V: MusEu A: CD "Percussion made in Europe"
- o. op. ZWISCHEN TAG UND NACHT für Schlagzeugsextett (1988) 12', UA 7. Mai 1988 Kornwestheim V: MusEu
- op. 16 FLUCTUS für Marimba solo (1988) 4', UA 18. Oktober 1988 Wien V: MusEu A: CD "Generally Spoken..."
- o. op. DAS INNERE DES SCHWEIGENS (1989) 15' Musiktheater für Schlagzeugensemble (6 Drumsets), Tonband, Sprecher und Schauspielgruppe UA 28. April 1989 Kornwestheim
- op. 17 NADA MNOM JE NEBO ZATVORENO (1989) ca. 26' für Streichorchester, Frauenchor, Schlagzeug (2 Sp.) und solo Baßstimme, UA 27. Juni 1989 Belgrad A: RTS Belgrad
- op. 18 QUINTETTO PER CINQUE SOLISTI (1989) ca. 16' für fünf Marimbas und Percussion UA 9. November 1989 Nashville, USA, V: MusEu A: CD KOMPONISTENPORTRÄT
- o. op. DREI UNVERBINDLICHE STÜCKE für Marimba solo (1989/92) ca. 6:30, UA 20. März 1992 Stuttgart V: Gretel M 1011 A: CD "Uneven Souls"
- o. op TEN ETUDES FOR SNARE DRUM (1990) V: MP
- o. op. STA VIDIS für Tenor, Marimba und Männerstimmen (1990) 3', UA 16. Dezember 1992 Kornwestheim V: Gretel A: CD "Generally spoken..."
- op.19 JENET, family songs für Fl., Cl.Basso/Alt Sax., Vc., Trb., und Cembalo (1990) 16', Auftragswerk der Musikschule Kornwestheim, UA 30. März 1990 Kornwestheim A: SWR Stuttgart CD: KOMPONISTENPORTRÄT
- o. op. FUNNY MARIMBA Heft 1 (1989/92) (inkl.: Srpska Igra, Balade für Petra, Liebeslied, ...) zehn leichte Stücke für junge Marimbisten, UA 27. Juni 1992 Kornwestheim V: Gretel M 1013 A: CD "Uneven Souls"
- o. op. FUNNY MARIMBA Heft 2 (1999/2001) (incl: Northwind, Soumineito, Il Canto Die Gondolieri, Bayerischer Ländler...) V: Gretel M 1014
- o. op. FUNNY VIBRAPHONE Heft 1 (1994) zehn leichte Stücke für Vibraphon V: Gretel M 1015
- o. op. FUNNY XYLOPHONE Heft 1 (1996) zehn leichte Stücke für Xylophon V: Gretel M 1017
- o. op. MY FIRST BOOK FOR XYLOPHONE AND MARIMBA (1991) 15 Stücke für Stabspielanfänger, mit Begleitung (Klavier oder 2. Mar.), UA 27. Juni 1992 Kornwestheim V: Gretel M 1019
- op. 20 CONCERTO PER VIOLONCELLO E ORCHESTRA (1990–94) ca. 22' Orchester a2 (free for premiere performance, unfinished)
- op. 21 GENERALLY SPOKEN IT'S NOTHING BUT RHYTHM (1990/91) 10' für Solo Percussion (mit Vibr.), UA 7. Juli 1991 Bydgoszcz (Bromberg) Polen V: MusEu A: CD "Percussion made in Europe"
- op. 22 UNEVEN SOULS (Sta Vidis II) (1992) 16' für Solo Marimba und drei Schlagzeuger, Auftragswerk der Kulturinitiative Stubai, Österreich, UA 6. November 1992 Fulpmes, Österreich V: MusEu A: CD "Uneven Souls"
- op. 23 DIE ARTEN DES WASSERS für zwei Klaviere und zwei Schlagzeuger (1993/94) ca. 25', Auftragswerk des Kultusministeriums Baden-Württemberg, UA 20. Juni 1993 Erlangen / Vollst. Fassung UA: 13. September 1994 Stuttgart V: MusEu A: CD KOMPONISTEN PORTRÄT
- o. op LES VIOLONS MORTS for solo marimba (1994) 3:30, V: MusEu A: CD "Uneven Souls"
- op. 24.1 ULTIMATUM 1 für Solo Marimba (1994/95) 8', UA 11. März 1995 Frankfurt/Main V: MusEu A: CD "Uneven Souls"
- op. 24.2 ULTIMATUM 2 für zwei Marimbas (1994) 8:30 Auftragswerk des Wooden-Arts Duos UA 9. Oktober 1994 Neumünster, V: MusEu A: CD "The Castle of the Mad King"
- o. op. TO THE GODS OF RHYTHM für Djembe und Stimme (1994) ca. 5', UA: 23. November 1994 Kornwestheim, V: MusEu A: CD "Uneven souls"
- o. op. ILIJAS for marimba solo (1995) ca. 6:30, V: Gretel A: CD "The Castle of the Mad King"
- op. 25 CONCERTO No. 2 PER MARIMBA E ORCHESTRA 1996/97 ca. 26', UA: 9. April 1997 München, Herkulessaal, Münchener Symphoniker, Zivkovic, Auftragswerk: "Stiftung 100 Jahre YAMAHA" V: MusEu A: Bayerischer Rundfunk CD: KOMPONISTEN PORTRÄT
- op. 26 THE CASTLE OF THE MAD KING (1998), ca. 17', UA: Stockholm, Schweden 3. Oktober 1998 Evelyn Glennie, Percussion V: MusEu A: CD "The Castle of the Mad King"
- op. 27 TRIO PER UNO (Trio for one) for percussion trio (1995/1999) ca. 15', UA: 1995?? Kornwestheim UA: Vollständige Fassung: 21. August 1999 Schleswig-Holstein Musik Festival Hasselburg V: MusEu A: CD "The Castle of the Mad King"
- o. op. SUOMINEITO for Vibraphone solo, V: Gretel A: CD "The Castle of the Mad King"
- op. 28 CONCERTO PER PERCUSSIONE E ORCHESTRA No.1 (1999/2000) ca. 16' (The Concerto of the Mad Queen), UA: Reading, UK, 17. Februar 2000 Evelyn Glennie & Northern Sinfonia A: BBC Radio3 Auftragswerk: E.Glennie/Northern Sinfonia
- op. 29 QUASI UNA SONATA für Percussion und Klavier (2001) ca. 13', UA: London, Wigmore Hall, 18. März 2001 Emanuel Ax & Evelyn Glennie V: MusEu Auftragswerk: Evelyn Glennie
- op. 30 BORN TO BEAT WILD für Trompete in C und Gr. Trommel (2001) 5', UA: London, UK, Wigmore Hall, 13. März 2001 Hakan Hardenberger & Evelyn Glennie V: MusEu A: BBC Radio 3. Auftragswerk: Evelyn Glennie
- op. 31 CONCERTO PER CORNO E ORCHESTRA (2002) 20', UA: Newcastle, UK 1. Mai 2002 Solist: Peter Francomb, Northern Sinfonia. Dir. Thiery Fischer V: MusEu A: Bei Komponisten Auftragswerk: Northern Sinfonia, Newcastle UK
- op. 32 LAMENTO E DANZA BARBARA für solo marimba und drei Schlagzeuger (2002) 16', UA: Boston. Boston Conservatory, 7. November 2002, Marimba: N. J. Zivkovic, Boston conservatory Percussion Ensemble Auftragswerk: Boston Conservatory V: MusEu CD:KOMPONISTEN PORTRÄT
- op. 33 TALES FROM THE CENTER OF THE EARTH für Solo Marimba/Percussion und Blasorchester (2002/03) 16', UA: HARTFORD, USA, 27. April 2003 Benjamin Toth Soloist, univ. Of Hartford wind ensemble, dir. Glen Adsit, Auftragswerk: consortium of 12 USA Conservatories, V: MusEu EME 1018
- op. 33a ORIENTAL FANTASY für Marimba/Percussion DUO (2004) 7', UA: ??, Bearbeitung des 1. Satzes von TALES FROM THE CENTER OF THE EARTH, V: MusEu EME 1019
- op. 34 CONCERTO no.2 PER PERCUSSIONE E ORCHESTRA (2005/06) ca. 20', UA: Kaiserslautern, Fruchthalle 8. Juni 2006, Nebojsa Zivkovic: solo Percussion, Staatsphilharmonie Rheinland-Pfalz, Dirigent: Ari Rasilainen, V: MusEu LEIHMATERIAL Auftragswerk: Kultusministerium Rheinland-Pfalz
- op. 35 SEX IN THE KITCHEN for percussion Duo (2009) 10', UA: TENERIFE, 29. November 2009, Percussion:TUOPALI DUO, Auftragswerk: Auditorio de Tenerife, V: MusEu EME 1021
- op. 36 TAK-NARA for percussion quartet (2009) 15', UA: TENERIFE, 29. November 2009, Percussion:TAK-NARA QUARTET, Auftragswerk: Auditorio de Tenerife, V: MusEu EME 1020
- op. 37 MAGMA for solo marimba (2010) ca. 7', UA: Las Vegas, USA 16. April 2010, Auftragswerk: University Of Nevada Las Vegas School Of music Perc dept., V: MusEu EME 1022